# Muara Penimbung Ulu
Muara Penimbung Ulu is een bestuurslaag in het regentschap Ogan Ilir van de provincie Zuid-Sumatra, Indonesië. Muara Penimbung Ulu telt 1410 inwoners (volkstelling 2010).